# داون بولز
داون بولز (بالإنجليزية: Dawn Bowles)‏ هي واثبة حواجز ‏ أمريكية، ولدت في 12 نوفمبر 1968.

## وصلات خارجية
- داون بولز على موقع الاتحاد الدولي لألعاب القوى (الإنجليزية)